# Parth Galen
Parth Galen (Sindarijns voor Groen Veld) is een fictief grasveld uit In de ban van de ring van J.R.R. Tolkien.
Het is gelegen aan de westoever van het meer Nen Hithoel aan de voet van Amon Hen, net ten noorden van de Watervallen van Rauros. Op 25 februari van het jaar 3019 van de Derde Era bereikte het Reisgenootschap van de Ring Nen Hithoel en bracht het de nacht door in Parth Galen. De volgende dag probeerde Boromir de Ring van Frodo af te pakken. Kort daarna werd het Reisgenootschap aangevallen, vlak bij Parth Galen. In de daaropvolgende gevechten sneuvelde Boromir en werd het Reisgenootschap uiteengeslagen. Frodo en zijn trouwe metgezel, Sam Gewissies, staken vanuit Parth Galen Nen Hithoel over en voltooiden een maand later de Ringqueeste naar Mordor.
Zie ook: Lijst van koningen van Rohan